# Ján Máčaj
Ján Máčaj (* 28. dubna 1957) je bývalý slovenský fotbalista, obránce.

## Fotbalová kariéra
Hrál za Dukla Banská Bystrica a Lokomotivu Košice. V československé lize nastoupil v 69 utkáních a dal 2 góly.

## Ligová bilance
| Ročník                                   | Zápasy | Góly | Klub                  |
| ---------------------------------------- | ------ | ---- | --------------------- |
| 1. československá fotbalová liga 1980/81 | 7      | 1    | Dukla Banská Bystrica |
| 1. československá fotbalová liga 1983/84 | 15     | 0    | Lokomotiva Košice     |
| 1. československá fotbalová liga 1984/85 | 26     | 1    | Lokomotiva Košice     |
| 1. československá fotbalová liga 1985/86 | 21     | 0    | Lokomotiva Košice     |
| CELKEM                                   | 69     | 2    |                       |